# Brancsik Károly
Brancsik Károly (Óbeszterce, 1842. március 13. – Trencsén, 1915. november 18.) orvos, zoológus, a Trencsén vármegyei múzeum volt igazgatója.

## Életpályája
Szülei Brancsik Károly (1810–1890) tanító és Höffer Emília. Középiskoláit Zsolnán, Teschenben (Tessény, ma: Český Těšín) illetve Pozsonyban és Sopronban járta ki; 1862-ben érettségizett. Egyetemi tanulmányait Bécsben, Prágában, Grazban végezte el; itt doktorált 1872-ben. 1873-ban Beckón körorvos volt. 1875-ben Trencsénben járási orvos volt. 1878-ban Huszár Károly (1816–1878) utódjaként átvette a megyei kórház igazgatói posztját, amelyet 1897-ig igazgatott. Utódja Martiny Kálmán lett. 1879–1915 között Trencsén vármegye főorvosa volt. 1885-ben, 1888-ban és 1905-ben Dalmáciában és Bosznia-Hercegovinában volt tanulmányúton. 
1877-től a Trencsén megyei Természettudományi Egylet titkára, 1886-tól elnöke volt. 1891–1898 között az MTE Vágvölgyi osztály választmányi tagja volt.
Leginkább rovarokkal foglalkozott. Feldolgozta és leírta a Fenichel Sámuel (1868–1893) által gyűjtött új-guineai Mollusca (puhatestűek)-anyagot. Jól ismerte Dalmácia és Bosznia-Hercegovina növény- és állatvilágát is.

## Művei
- 1871 Die Käfer der Steiermark. Graz
- 1891 Trencsén vármegyében található Molluscák rendszeres összeállítása. Mathematikai és Természettudományi Közlemények 24
- 1897 A Balaton faunája (tsz.)
- 1899 Közép-Afrika Orthoptera faunájához. A Trencsénvármegyei Természettudományi Egylet évkönyve 21-22
- 1901 Kirándulások Arad vidékén. A Trencsénvármegyei Természettudományi Egylet évkönyve 23-24
- 1910 Toldalék Trencsénvármegye Coleoptera faunájához. A Trencsénvármegyei Természettudományi Egylet évkönyve 31-33
- 1910 Trencsénymegyében talált Dipterák felsorolása. A Trencsénvármegyei Természettudományi Egylet évkönyve 31-33